# Al-Mansûr Salâh ad-Dîn Muhammad
Pour les articles homonymes, voir Al-Mansur.
Al-Mansûr Salâh ad-Dîn Muhammad est le sultan mamelouk bahrite d'Égypte de 1361 à 1363.

## Biographie
Al-Mansûr Salâh ad-Dîn Muhammad est le fils d'Al-Muzaffar Sayf ad-Dîn Hâjjî qui a régné brièvement en 1346 et 1347. Il n'a que quatorze ans lorsqu’il succède à son oncle An-Nâsir al-Hasan. Ce dernier avait survécu à l’épidémie de peste noire de 1348. Il a été renversé par des émirs et emprisonné, sans doute assassiné, mais son cadavre n’a jamais été retrouvé. Salâh ad-Dîn Muhammad est déposé en 1363 et son cousin Al-Achraf Zayn ad-Dîn Chabân, fils d’An-Nâsir al-Hasan, âgé de douze ans lui succède avec comme tuteur l’émir d'origine mongole Yalbogha al-`Umari (en).